# Audiokardiometr PS-61

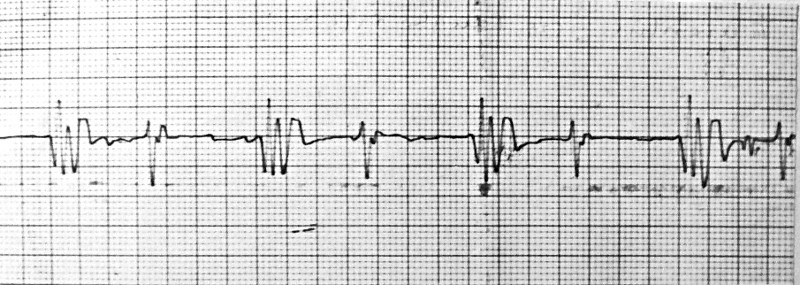
Przykładowy zapis fizjologicznego tętna płodu za pomocą audiokardiometru PS-61.

Audiokardiometr PS-61 – urządzenie do akustycznego badania tętna i działania serca płodu skonstruowane w roku 1961 w Warszawie.

## Historia
Tętno płodu, odkryte w roku 1818, badane było pierwotnie bezpośrednio za pomocą ucha, a później za pomocą stetoskopu. W wielu przypadkach było ono jednak wówczas niewyczuwalne, a także trudno było je kontrolować podczas długotrwałych porodów, co zwiększało śmiertelność okołoporodową.
Pierwsze w Polsce, a zapewne i na świecie urządzenie elektroniczne do badania tętna płodu, umożliwiające jego dokładniejszą rejestrację, skonstruowane zostało w Polsce przez Cisłowskiego i Szajera, a w roku 1931 zaprezentowane na posiedzeniu Warszawskiego Towarzystwa Ginekologicznego.
Po latach przerwy ponowne prace nad skonstruowaniem podobnego urządzenia zainicjowane zostały w roku 1956 przez prof. dr med. Tadeusza Bulskiego z I Kliniki Położnictwa i Chorób Kobiecych Akademii Medycznej w Warszawie, który zlecił realizację tego projektu swemu asystentowi lek. med. Janowi Płońskiemu, z którym prowadził pionierskie prace nad kardiotokografią płodu. W skład zespołu pracującego nad urządzeniem weszli również inżynierowie: Stanisław Bancer, Jerzy Ilmurzyński i Stanisław Kuhn. Jako że wcześniejsze próby badania tętna płodu metodą EKG, prowadzone w Klinice za pomocą polskiej konstrukcji stereokardiografu, pomimo stosowania różnych metod badania i filtrowania sygnału zakończyły się niepowodzeniem, nie dając zapisów pozwalających na ocenę kliniczną danego przypadku, zdecydowano się na zastosowanie metody elektroakustycznej. Założono przy tym, że urządzenie musi umożliwiać obiektywne odzwierciedlenie tętna płodu za pomocą wykresu graficznego (służącego jako dokumentacja naukowa, umożliwiającego analizę przypadku), zapisu fonicznego na taśmie magnetofonowej oraz kontroli optycznej na oscyloskopie, a także czysty odbiór dźwiękowy za pośrednictwem głośników lub słuchawek. Efektem prac, prowadzonych dzięki pomocy Polskiego Radia, było uzyskanie w roku 1957 w Urzędzie Patentowym Polskiej Rzeczypospolitej Ludowej patentu nr 40078 na urządzenie elektroakustyczne do badania tętna płodu.
Prototypowy model urządzenia pod nazwą Audiokardiometr PS-61 zbudowany został w roku 1961 przez zakłady A-3.. Audiokardiometr umożliwiał dokładne kontrolowanie tętna płodu (także podczas porodu, uwidaczniając ewentualny moment zagrażający życiu), umożliwiając diagnostykę oraz dając materiał do badań naukowych. Graficzne i magnetyczne rejestrowanie zapisu pozwalało ponadto zapoznawać studentów z tętnem płodu (jak się przy tym okazało, 50% studentów po raz pierwszy słuchających tętna płodu identyfikowało je mylnie), a także archiwizować wyniki prowadzonych badań.
Próby kliniczne PS-61 zakończyły się pomyślnie, wykazując dużą przydatność urządzenia dla celów usługowych, dydaktycznych, naukowych i medycznych.

## Budowa

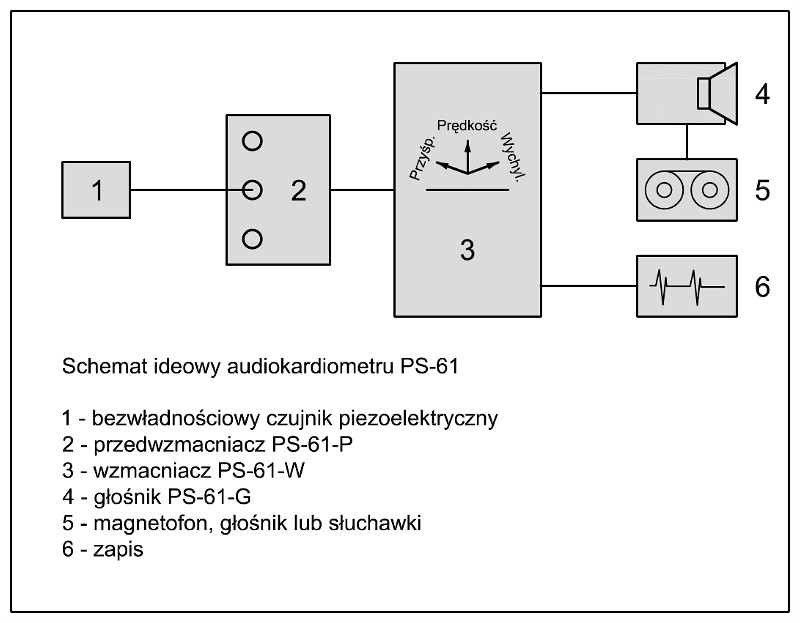
Schemat audiokardiometru PS-61.

Audiokardiometr PS-61 był urządzeniem elektronicznym przeznaczonym do zastosowania w diagnostyce medycznej. Jego zadaniem było przetwarzanie drgań mięśni i skóry wywołanych tętnem i pracą serca płodu na odpowiadające im sygnały elektryczne, które mogły być kontrolowane akustycznie, optycznie oraz rejestrowane na taśmie papierowej i magnetycznej.
Przyrząd składał się z następujących podzespołów:
- Bezwładnościowy czujnik piezoelektryczny – przetwarzający drgania mechaniczne na przebiegi elektryczne o wartości proporcjonalnej do prędkości odbieranego ruchu mechanicznego. Czujnik, niewrażliwy na dźwięki powietrzne, połączony był krótkim kablem z przedwzmacniaczem.

- Przedwzmacniacz PS-61-P – wzmacniający wstępnie sygnały elektryczne z czujnika. Wyposażony był w gniazda umożliwiające podłączenie trzech czujników oraz przełącznik umożliwiający wybór dowolnego z nich lub odłączenie wszystkich. Przedwzmacniacz połączony był długim kablem ze wzmacniaczem.

- Wzmacniacz PS-61-W – wzmacniający sygnał otrzymany z przedwzmacniacza i doprowadzający go do wbudowanych mierników i gniazd wyjściowych. Sygnał mógł być ponadto odpowiednio modyfikowany w zależności od położenia przełącznika wielkości mierzonej, odpowiadając przyśpieszeniu, prędkości lub wychyleniu rejestrowanym przez czujnik. Wzmacniacz wyposażony był w dwa mierniki, umożliwiające pomiar częstotliwości do 1 Hz oraz częstotliwości akustycznych. Sygnał ze wzmacniacza doprowadzony był do gniazd wyjściowych służących do podłączenia głośnika oraz urządzeń rejestrujących (oscylator lub pisak zapisujący na papierze termoczułym, optymalna prędkość przesuwu taśmy 80–100 mm/s). Ze względu na znaczne zużycie taśmy papierowej (288 metrów na godzinę przy prędkości przesuwu 80 mm/s) stosowano także w praktyce zapis całości badania na taśmie magnetycznej, z późniejszym przeniesieniem na taśmę papierową jedynie wybranych fragmentów[10].

- Głośnik PS-61-G – wyposażony był dwa zespoły głośnikowe oraz umieszczony z nimi we wspólnej obudowie wzmacniacz mocy z regulatorami charakterystyki częstotliwości (umożliwiającymi odsłuch w szerokim paśmie częstotliwości lub w zakresie odpowiadającym pracy serca) oraz wzmocnienia. Do głośnika przyłączyć było można inny głośnik, słuchawki lub magnetofon[11].

## Dane techniczne
- wzmocnienie: 60 – 100 dB
- pasmo przenoszenia: 1 – 500 Hz
- maksymalne napięcie wyjściowe: 10 V z gniazda do głośnika, 3 mV z gniazda do zapisywania.
- impedancja wejściowa: 500 kΩ
- impedancja wyjścia głośnikowego: 2 kΩ
- impedancja dodatkowego wyjścia głośnikowego: 60 kΩ
- zasilanie: prąd zmienny: 220 V, 50 Hz, wymagane dobre uziemienie[12]